# Sånga-Sundby
Sånga-Sundby är en småort i Ekerö kommun, Stockholms län belägen mitt på Färingsö i Färentuna socken.